# MC Colibri
Pedro Jorge Lopes (Rio de Janeiro, 23 de abril de 1968), mais conhecido como MC Colibri, é um cantor e MC de funk carioca, ligado à equipe Furacão 2000, que fez sucesso em meados dos anos 2000. Iniciou a carreira como intérprete de samba-enredo.
Também ficou conhecido por acusações feitas pela polícia de ter ligações com o tráfico de drogas, tendo sido preso em maio de 2006 e liberado em dezembro do mesmo ano por falta de provas. Em 2009, após retomar sua carreira com a música "Aqui pode, aqui não pode", o cantor chegou a conceder uma entrevista declarando que tinha amigos no tráfico, mas nunca teria se envolvido. Também citou suas dificuldades em voltar a trabalhar devido ao preconceito por ser ex-presidiário.